# パーリーピーポーエイリアン/セブン☆ピース
「パーリーピーポーエイリアン/セブン☆ピース」は、日本の女性アイドルグループ・アップアップガールズ（仮）の通算20枚目のCDシングルである。当シングルは両A面シングルで、2016年4月5日にタワーレコードのアイドル専門インディーズレーベル「T-Palette Records」より発売された。通常盤、初回限定盤A、初回限定盤Bの3種がリリースされており、「パーリーピーポーエイリアン」「セブン☆ピース」の2曲が収録されている他、通常盤にライブの定番曲「アッパーレー」が収録される等、種別によって異なるボーナストラックが付属している。シングルは商業的にはオリコンデイリーランキングで1位、同週間ランキングでは5位を獲得し自己最高を記録した。
「パーリーピーポーエイリアン」は作詞NOBE、作曲・編曲michitomoによるEDMで、アップアップガールズ（仮）がジャパニーズエイリアンとして世界中を侵略し人類を「パリピ化」するという設定のパーティーソング。楽曲には「音サビ」（ダンスに特化したサビ）が存在し、パーリーピーポーにマッチしていると評価されている。竹中夏海による振り付けは模倣しやすいもので、ポイントは「エイリアンポーズ」と呼ばれる、頭上にあげた手を触覚に見立てたポーズである。
楽曲に付随するミュージック・ビデオはアップアップガールズ（仮）が「人類パリピ化計画」を遂行する設定で撮影され、三代目パークマンサーらパリピ化されるゲストが複数登場している。ビデオはクールジャパンの象徴であるロボットレストラン等で撮影された。楽曲はライブ、イベント、テレビ番組で複数回パフォーマンスされており、4月1日に行われた「アイドルお宝くじパーティーライヴ」ではアップアップガールズ（仮）が優勝する1つの要因となった。また4月5日に行われたリリースイベントでは12分をこえるロングバージョンが披露された。
両A面のもう1曲である「セブン☆ピース」は作詞・作曲・編曲PandaBoYによる明るくポップなダンスミュージック。「愛と平和」がテーマとなっている「アプガ流メッセージソング」である。

## 背景

### パーリーピーポーエイリアン
「走れ!」「全力少女」（ももいろクローバー） や、ニューヨーク・ヤンキースの田中将大の2016年の登場曲「GET Z, GO!!!!!」（ももいろクローバーZ） などの楽曲を制作した音楽プロデューサーのmichitomoは、アップアップガールズ（仮）（略称：アプガ）の楽曲のキーパーソンとされており、同グループの初のオリジナル曲「Going my ↑」や、2016年現在の同グループのスタイルである「パリピな」「アプガ像」の片鱗を見せている7枚目のシングル曲「UPPER ROCK」（2012年）などを担当してきた。また、ヒップホップユニットINFLAVAの元MCで「走れ!」の作詞を担当した作詞家のNOBEは、「バレバレI LOVE YOU」や「リスペクトーキョー」 など、アップアップガールズ（仮）の多くの楽曲の歌詞を担当してきた。michitomoとNOBEの関係は「盟友」であるとされている。

### セブン☆ピース
トラックメイカー、作詞家・リミキサー・DJの PandaBoYは、アップアップガールズ（仮）の代表曲であるアッパーカット!を作詞・作曲・編曲しチョッパー☆チョッパーを担当するなど「アプガ作家の3本柱」の内の一人とされている。

### リリースについての背景
アップアップガールズ（仮）は2012年・2013年にはほぼ月刊ペースで1年に8枚のシングルをリリースしていたが、2014年は常識的なCDリリース枚数であり、2015年のCDリリースはアルバム『サードアルバム（仮）』のみであった。2015年にシングルが1枚もリリースされなかったことについてライターの南波一海は「その極端な差がすごい」としている。メンバーの新井愛瞳は2015年8月の時点で「2015年はシングル一枚も出さずに終わってしまうのは嫌」としていた。

## 音楽性、歌詞、構成、振り付け
楽曲「パーリーピーポーエイリアン」は、michitomo（作曲・編曲）とNOBE（作詞）によるエレクトロニック・ダンス・ミュージック (EDM) パーティーソングであり、「ド“チャラクソ”パーリーソング」と銘打たれている。『サードアルバム（仮）』収録の「美女の野獣」では野獣と化したアップアップガールズ（仮）が現生物ではなくエイリアンとして 世界中を侵略するという設定である。作曲・編曲者のmichitomoは以下のようにコメントしている。

今回のアプガは全世界を侵略していくジャポニズムエイリアンアイドルとして、ニッポン風味のパリピスタイルをドロップ
—michitomo,

なお「パリピ」とは「パーリーピーポー」（パーティーピープル（英語: party people））の省略形で、元来「パーティー、クラブ、イベントで飲んだり騒ぐ人たち」のことを指していたが、レコシンは言葉の意味に変化がみられるとしている。
同曲は、佐保明梨によるこぶしの利いた独唱に始まり、ライターの土屋恵介が「アップリフティングかつバウンシー」「レイヴ感たっぷり」と評するEDMのパートへと突入する。土屋はメロディについて、ショッキング・ブルー、バナナラマの「ヴィーナス」を意識した部分があるとも指摘している。リットーミュージックのサイト『耳マン』はサウンドについて「インベーダーゲームの射撃音とのたうちまわるシンセベース、スペーシーでサイバーな無数の電子音が飛び交う」としている。また、EDMパートの中には「音サビ（踊るためのサビ）」が存在する。ライターの小池直也は、曲調がEDMで、かつ音サビが存在することについて「パーリーピーポーにぴったり」と評価している。ライターのピ〜ス!久保田は楽曲全体を通して「アプガらしく、いかにして盛り上がるかということに特化した」と評価している。歌詞については「和なお祭り感」や「爆音のパーティーで踊っている瞬間」の感覚について触れられたもので、メンバーの佐保明梨は「ちょっと…変…」としている。
振り付けは竹中夏海によるもので、メンバーの関根梓は「真似しやすい」「楽しく踊れる」と評価している。振り付けのポイントは「エイリアンポーズ」と呼ばれる、両手を触角のように頭の上に持っていき指をピロピロするポーズである。メンバーの仙石みなみは同ポーズを簡単にできるものだとした上で（ライブ会場が）「一面エイリアンになる」としている。また、振り付けにはピンク・レディーの「UFO」の振り付けや、工藤静香の「嵐の素顔」、ランニングマン、志村けんの「アイーン」「変なおじさん」が取り入れられている。このことについては、楽曲のテーマが「ジャパニーズエイリアン」であることから、日本の良さを取り入れていると説明されている。またメンバーの新井愛瞳は「誰でも知ってる」「真似しやすい」と、このことについて説明している。振り付けの評価について『耳マン』は「身体の軸がブレずに滑稽な振りを流麗に踊る7人の様相は見れば見るほどじわじわくる」としている。
楽曲「セブン☆ピース」は、作詞・作曲・編曲PandaBoYによる「愛と平和」がテーマのダンス・ミュージックであり「アプガ流メッセージソング」と銘打たれている。アップアップガールズ（仮）がメッセージソングを歌うのは初めて。歌詞は「平和であることは当たり前じゃない」ということを表現したもので、土屋恵介はビートルズの「オール・ユー・ニード・イズ・ラブ」、エルヴィス・コステロの「ピース、ラヴ・アンド・アンダースタンディング」を引き合いに出したうえで「現実の大きな問題ときちんと向き合い、若い女子の目線で感じる、小さな幸せを守りたい」という内容が表現されているとした。曲調は明るくポップな ダンスサウンドである。小池直也は「サビの「ラプ＆ピース」というリフレインが気持ちいい」と評価している。
両A面の2曲のコンセプトは相反するようにも見えるが、どちらの楽曲にもアップアップガールズ（仮）の「芯の強さ」が存在しているという点で共通している。メンバーの古川小夏は「どっちのスタイルも見せられるのがアプガの強み」としている。

## リリース
当CDシングルのリリースは2015年12月6日に行われたアップアップガールズ（仮）のライブ「ライブハウスツアー2015 ハイスパート RAVE FESTIVAL」で発表された。また同時に、シングルの発売日が2016年4月5日であることやT-Palette Recordsから発売されることも発表された。同グループにとってシングルのリリースは2014年11月発売の「Beautiful Dreamer/全力!Pump Up!! -ULTRA Mix-/イタダキを目指せ!」以来約1年半ぶり 通算20枚目で、CD作品のリリースは2015年3月発売のアルバム『サードアルバム（仮）』以来約1年ぶりとなる。このリリース間隔についてメンバーの関根梓は「密度の高い活動をさせていただいていたのでまったく気にならなかった」とし、メンバーの森咲樹は関根の話を受けて「だから1年半ぶりって言われて、自分たちでもびっくり」とコメントした。その後2016年1月1日に 当シングルが両A面シングルであり、表題曲の内1曲がPandaBoYによる楽曲「セブン☆ピース」であることが発表された。同年2月11日には、当シングルの詳細な情報が発表された。
当シングルは作詞NOBE、作曲・編曲michitomoによる楽曲「パーリーピーポーエイリアン」と作詞・作曲・編曲PandaBoYによる楽曲「セブン☆ピース」の両A面シングルで、リリース形態は通常盤・初回限定盤A・初回限定盤Bの3種である。3種それぞれに異なるボーナストラックが収録されており、通常盤には「アッパーレー」、初回限定盤Aには「Shout!!!!!!!」、初回限定盤Bには「青春の涙」が収録されている。また「クールなアプガ」をテーマとしたアートワークも2月11日に公表された。アートワークはカメラマンcherrychillwillとreversalのデザイナーBLACK BELT JONES DCとの共同作品であるが、アップアップガールズ（仮）とreversalはこれまでに3回共同で作品を発表しており話題となっていた。CDJournal.comはアートワークについて「ハードエッジな仕上がり」と評している。
3月11日、沖縄のラジオ局RBCラジオの番組で新曲「パーリーピーポーエイリアン」が初オンエアされ、3月15日にはラジオ日本『60TRY部』にメンバーの関根梓と新井愛瞳が出演し、番組の中で同曲が関東地方で初オンエアされた。続いて3月30日には同曲のミュージック・ビデオが公開された。なお、2月26日には振り付けビデオ、3月15日にはライブ映像が公開されていた。
4月3日、アップアップガールズ（仮）がAKIBAカルチャーズ劇場で行った定期公演で当シングルの先行発売が開始され、4月4日にはフラゲ日を迎えた。4月5日には発売日を迎え、レコチョク、iTunesでの配信も開始された。また、「パーリーピーポーエイリアン」は4月5日から18日までのABCマート「New Disc Recommend」に選出された。

### ボーナストラック
通常盤のボーナストラック「アッパーレー」は、作詞NOBE、作曲・編曲michitomoによるスカ＆ソカ風の楽曲。アップアップガールズ（仮）のライブのセットリストの定番であり「キラー・チューン」となっている。同曲は2015年7月5日に行われた「アイドル横丁夏まつり!!〜2015〜」で初披露され、同日に日比谷野外大音楽堂で行われた「アップアップガールズ（仮）47都道府県ツアー〜RUN!アプガRUN!ダッシュ アプガの夏!野音の夏!」では水鉄砲より高圧力なウォーターガンを用いたパフォーマンスが行われた。また明治学院大学横浜キャンパスで撮影された「Official Lyric Video」が9月16日に公開された。
「アッパーレー」は2015年から2016年にかけて行われたカウントダウンライブでも新年（2016年）最初の曲としてパフォーマンスされ、2015年3月から2016年3月にかけて行われた全国47都道府県ツアーの最終公演（沖縄ファイナル決戦）では最後の曲としてパフォーマンスされた。同曲は2015年8月18日に発売された DVD『アップアップガールズ（仮）全国47都道府県ツアー2015〜RUN!アプガRUN!ダッシュ〜』に付属するミュージック・カード内に収録されていたが、2016年2月11日時点では音源入手が不可能となっていた。
初回限定盤Aのボーナストラック「Shout!!!!!!!」は、作詞・作曲・編曲michitomoによるエレクトロニック・ダンス・ミュージック(EDM)。J-POPの範囲を逸脱し、プログレッシブ・ハウスの様式に基づいて作成されており「「ドロップ」と呼ばれる歌なしのひたすら踊らせ盛り上がるパート」が存在する。同曲は元々アップアップガールズ（仮）の2時間連続ライブ「ハイスパート」用の楽曲であったが、初披露は2015年11月22日にLIQUIDROOMで行われた「@JAM the Field vol.8」で行われた。
初回限定盤Bのボーナストラック「青春の涙」は、作詞ヒワタリスツカ、作曲・編曲Ryuichi Kawasakiによるエレクトロニック・ダンス・ミュージック(EDM)。ヒワタリスツカ、Ryuichi Kawasaki共にアップアップガールズ（仮）の楽曲を制作するのは初で、ピ〜ス!久保田は楽曲について「新鮮でした」とした上で「アプガらしさはありつつも、いわゆるJ-Popっぽい曲」と評価している。歌詞は「不安をはね退け前に進んでいく気持ち」を表現したものである。同曲は2015年10月31日に西武鉄道の池袋線で行われた『SEIBU HALLOWEEN 2015 in NERIMA』の「アイドルトレイン」にて初披露された。その後2016年4月1日にアップロードされたインターネット番組『アプカミ』#10 でミュージック・ビデオが解禁され、4月4日にはアップアップガールズ（仮）の公式YouTubeチャンネルで同ビデオが公開された。

## プロモーション
アップアップガールズ（仮）は当シングルの発売に合わせてタワーレコード新宿店による企画「NO MUSIC, NO IDOL?」vol.115に参加し、4月4日よりタワーレコード22店舗でポスターが掲示された。今回のポスターは、『アプガいつ何時、何処でもLIVE』Ver.（8種）と、『ファミリーで作ろう“NO MUSIC, NO IDOL?” ポスター！』ver.（1種）の合計9種類のB2サイズのポスターとなっている。
『アプガいつ何時、何処でもLIVE』Ver.は、lyrical schoolのayakaの特別協力、タワーレコード代表取締役社長である嶺脇育夫の協力によりタワーレコードの社長室で撮影が行われ、
- アップアップガールズ（仮）版
- 仙石みなみ版
- 古川小夏版
- 森咲樹版
- 佐藤綾乃版
- 佐保明梨版
- 関根梓版
- 新井愛瞳版

の計8種類が制作された。『ファミリーで作ろう“NO MUSIC, NO IDOL?” ポスター！』ver.は、
- 2月21日にHEAVEN'S ROCK さいたま新都心VJ-3にて開催されたライブ『アップアップガールズ（仮）全国47都道府県ツアー2015 RUN!アプガRUNダッシュ』で観客が撮影した写真[60]
- 2月27日にTOWERmini汐留店 店頭イベントスペースにて開催されたイベント「パーリーピーポーエイリアン/セブン☆ピース」発売記念イベント 歌って！踊って！撮って！集めて！『ファミリーで作ろう“NO MUSIC, NO IDOL?” ポスター！』で観客が撮影した写真[61]

により作成されたポスターである。ポスターはタワーレコードの特定店舗とタワーレコードオンラインで当シングルの購入特典として配布された。
当シングルの発売に合わせて複数の雑誌への露出も行われた。2016年3月19日に発売された『CDジャーナル』2016年4月号ではFeatured Artistsとして表紙・巻頭に起用され、当シングルの話題などが取り上げられた。

## チャート成績
アップアップガールズ（仮）のメインの活動はライブであるため、かつてはCDの売上にそれほどしっかりした目標は無かった。しかし、当シングルの直前にリリースしたシングル「Beautiful Dreamer/全力!Pump Up!! -ULTRA Mix-/イタダキを目指せ!」で売上枚数1万枚という目標を達成し オリコン7位にランクインした時の周囲の反応が想定より大きく、メディアでのアップアップガールズ（仮）の取り扱い方が以前より良くなった。こうしたことから、当シングルでは売上枚数4万枚、オリコン週間CDシングルランキング3位以内を目標とした。4万枚という枚数は、前回到達しなかった2万枚という壁を2倍の高さにしたものである。
デイリーランキングでは、2016年4月4日付のオリコンデイリー CDシングルランキングで1位を獲得した。またサウンドスキャンジャパンによる4月4日から6日までのCDシングル売上ランキングでは4位（2.3万枚）となった。週間ランキングでは、4月18日付のBillboard JAPAN週間セールスシングルチャート“Top Singles Sales”で4位（2.9万枚）となった。同日付のオリコン週間 CDシングルランキングでは5位（約2.8万枚）となり、目標としていたオリコン3位・売上枚数4万枚はいずれも達成できなかったが、順位・枚数とも自己最高記録となった。

## ミュージック・ビデオ
2016年3月30日「パーリーピーポーエイリアン」のミュージック・ビデオがアップアップガールズ（仮）の公式YouTubeチャンネルで公開された。ビデオの全長は5分38秒で、ディレクターは杉山弘樹。内容は「人類パーリーピーポー化計画」（人類パリピ化計画）を遂行しているパーリーピーポーエイリアンという設定のアップアップガールズ（仮）が、日本で計画を実行するためにはとバスへ乗車し、バスの中や目的地で人々をパーリーピーポー化していくというものである。ビデオのメインとなるシーンは東京・歌舞伎町にあるロボットレストランで撮影されたものであり、アップアップガールズ（仮）などの出演者が早朝に踊った映像が収録されている。なお、はとバスは日本の観光の象徴であり、ロボットレストランはクールジャパンの象徴である。ビデオにはアップアップガールズ（仮）のメンバーに加え、パーリーピーポー化されるゲストが出演している。ゲストは以下の通り。
- 三代目パークマンサー
- セーラー服おじさん（東京[75]）
- DJ taba（UFZSプロデューサー田原章雄[75]）
- DDTプロレスリング
  - 大石真翔
  - 入江茂弘
  - 平田一喜
  - 樋口和貞
- 比嘉奈菜子（アイドルネッサンス）
- michitomo
- ミキティー本物（二丁ハロ）
- UNIDOL

また、ビデオにはアイウェア・ブランド「nunettes」とアップアップガールズ（仮）のコラボレーションによるサングラス「アップアップガールズ（仮）×nunettesエイリアンサングラス（仮）」が登場する。同サングラスはレンズに（仮）マークが記されたもので「パーリーピーポー化の象徴」となっている。公開当日である3月30日には「パーリーピーポーエイリアン」がTwitterのトレンドに入った。
4月5日には「パーリーピーポーエイリアン」のミュージック・ビデオの「パリピ化Ver」を制作することが発表された。具体的には、不特定多数の人物が上記のサングラスを付けて“パリピな姿”を表現した画像もしくは映像をソーシャル・ネットワーキング・サービスにアップロードし、それらの画像・映像を集めてミュージック・ビデオを制作するというもの。明石家さんま、村上ショージ、堀内孝雄、松崎しげる、三戸なつめ、デーモン閣下 らの画像がアップロードされている。
「セブン☆ピース」のミュージック・ビデオは2016年5月20日にアップロードされたインターネット番組『アプカミ』#17で解禁され、5月23日にはアップアップガールズ（仮）の公式YouTubeチャンネルで同ビデオが公開された。

## ライブ・パフォーマンス
「パーリーピーポーエイリアン」「セブン☆ピース」は、ライブ、イベントなどで複数回にわたりパフォーマンスされている。両曲とも初のパフォーマンスとなったのは2016年2月26日にタワーレコード新宿店で行われた当シングルの発売記念イベントであり、EDMの楽曲を再生するために低音域用のスピーカーユニットであるウーハーを2つ増設したステージでパフォーマンスを行った。同イベントでは両曲の他にも当シングルのボーナストラックを加え全5曲が披露された。また、当時行われていたアップアップガールズ（仮）の47都道府県ツアーでは、2月28日に行われた公演 で両曲が初めてパフォーマンスされた。3月13日に行われた同ツアーの沖縄ファイナル決戦でも「パーリーピーポーエイリアン」が本編の3曲目、「セブン☆ピース」がアンコールでそれぞれパフォーマンスされた。
他方、3月31日に行われたアップアップガールズ（仮）主催の対バンライブ「Good Vibrations Idol vol.1 アップアップガールズ（仮）vs.アイドルネッサンス」 では、ライブの最後にアップアップガールズ（仮）とアイドルネッサンスの2組合計13人で「パーリーピーポーエイリアン」をパフォーマンスし、アイドルネッサンスのメンバーも観客もエイリアンと化した。4月1日に行われた「アイドルお宝くじパーティーライヴ 桜満開！“俺たちのNo.1”決定戦!!〜ガチでマジな投票バトル!!〜」では「パーリーピーポーエイリアン」などの楽曲を披露した結果ファン投票で優勝し『剣と魔法のログレス』のCMの出演権を獲得した。メンバーの仙石みなみは優勝した理由について「パーリーピーポーエイリアン」の振り付けであるエイリアンポーズにより会場全体の一体感を生み出せたことが理由になったと考えている。また、メンバーは同ライブのMVPとして佐保明梨を指名し、理由として「パーリーピーポーエイリアン」の佐保による序盤の独唱で「どよめきが上がった」とした上で、独唱後のパートとのギャップがあったことを挙げている。
4月5日には当シングルのリリースイベントが行われた。同イベントは開始前にmichitomoがオープニングDJを務めた後に、アップアップガールズ（仮）のミニライブがスタート。ミニライブでは「セブン☆ピース」を披露した後に、曲の長さが12分をこえる「パーリーピーポーエイリアン」ロングバージョンが披露された。ミュージック・ビデオの撮影で使われたサングラス「アップアップガールズ（仮）×nunettesエイリアンサングラス（仮）」 をかけたアップアップガールズ（仮）のメンバー は、サビのリピート中に客席へ降りて観客をステージに上げた。加えてlyrical schoolのayaka、アイドルネッサンスの比嘉奈菜子・南端まいな・宮本茉凜、DDTプロレスリングの入江茂弘・樋口和貞、さらにはUNIDOLがステージに登壇しパフォーマンスを行った。6月11日には、アップアップガールズ（仮）のメンバーとファン合計70人による「TEAM アプガ」がYOSAKOIソーラン祭りで「パーリーピーポーエイリアン"YOSAKOIソーランver."」を披露した。
テレビでは2016年4月1日未明（3月31日深夜）にテレビ東京で放送された『The Girls Live』で「パーリーピーポーエイリアン」が披露され、4月8日未明（4月7日深夜）の同番組では「セブン☆ピース」が披露された。両楽曲は4月12日にBSスカパー!で放送されたFULL CHORUS 〜音楽は、フルコーラス〜でもフルコーラスで披露された。また「パーリーピーポーエイリアン」は、4月27日未明にTBSテレビで放送された『ライブB♪』、4月29日未明（4月28日深夜）放送の『The Girls Live』 で披露されている。

## 規格と収録トラック
| #         | タイトル                             | 作詞      | 作曲      | 編曲      | 時間  |
| --------- | ------------------------------------ | --------- | --------- | --------- | ----- |
| 1.        | 「パーリーピーポーエイリアン」       | NOBE      | michitomo | michitomo | 5:00  |
| 2.        | 「セブン☆ピース」                    | PandaBoY  | PandaBoY  | PandaBoY  | 5:04  |
| 3.        | 「アッパーレー（ボーナストラック）」 | NOBE      | michitomo | michitomo | 4:19  |
| 4.        | 「パーリーピーポーエイリアン(inst)」 |           |           |           | 4:28  |
| 5.        | 「セブン☆ピース(inst)」              |           |           |           | 5:00  |
| 6.        | 「アッパーレー(inst)」               |           |           |           | 4:17  |
| 合計時間: | 合計時間:                            | 合計時間: | 合計時間: | 合計時間: | 28:11 |

| #         | タイトル                             | 作詞・作曲 | 編曲      | 時間  |
| --------- | ------------------------------------ | ---------- | --------- | ----- |
| 1.        | 「パーリーピーポーエイリアン」       |            |           | 5:00  |
| 2.        | 「セブン☆ピース」                    |            |           | 5:04  |
| 3.        | 「Shout!!!!!!!（ボーナストラック）」 | michitomo  | michitomo | 4:11  |
| 4.        | 「パーリーピーポーエイリアン(inst)」 |            |           | 4:28  |
| 5.        | 「セブン☆ピース(inst)」              |            |           | 5:00  |
| 6.        | 「Shout!!!!!!!(inst)」               |            |           | 4:09  |
| 合計時間: | 合計時間:                            | 合計時間:  | 合計時間: | 27:55 |

| #         | タイトル                             | 作詞           | 作曲             | 編曲             | 時間  |
| --------- | ------------------------------------ | -------------- | ---------------- | ---------------- | ----- |
| 1.        | 「パーリーピーポーエイリアン」       |                |                  |                  | 5:00  |
| 2.        | 「セブン☆ピース」                    |                |                  |                  | 5:04  |
| 3.        | 「青春の涙（ボーナストラック）」     | ヒワタリスツカ | Ryuichi Kawasaki | Ryuichi Kawasaki | 4:47  |
| 4.        | 「パーリーピーポーエイリアン(inst)」 |                |                  |                  | 4:28  |
| 5.        | 「セブン☆ピース(inst)」              |                |                  |                  | 5:00  |
| 6.        | 「青春の涙(inst)」                   |                |                  |                  | 4:44  |
| 合計時間: | 合計時間:                            | 合計時間:      | 合計時間:        | 合計時間:        | 29:06 |

## リリース日一覧
| 地域 | リリース日   | レーベル          | 規格                   | カタログ番号             |
| ---- | ------------ | ----------------- | ---------------------- | ------------------------ |
| 日本 | 2016年4月5日 | T-Palette Records | マキシシングル         | TPRC-0148（通常盤）      |
| 日本 | 2016年4月5日 | T-Palette Records | マキシシングル         | TPRC-0149（初回限定盤A） |
| 日本 | 2016年4月5日 | T-Palette Records | マキシシングル         | TPRC-0150（初回限定盤B） |
| 日本 | 2016年4月5日 | T-Palette Records | デジタル・ダウンロード | -                        |